# The Unborn (película de 2003)
The Unborn (ยังไม่เกิด,Hian) es una película  de terror tailandesa del 2003, dirigida por 'Bhandit Thongdee'. Interpretada por Intira Jaroenpura, Prangthong Changdham, Krunphol Tiansuwan, Aranya Namwong y Woravit Kaewphet.

## Trama
Purowei, una joven drogadicta, tras ser golpeada por el narcotraficante para el que trabaja, es ingresada en un hospital, donde le comunican que está embarazada. Pronto empezará a tener todo tipo de visiones relacionadas con el fantasma de otra mujer embarazada. Para los médicos, esto es producto de su adicción al opio, pero Purowei sabe que algo o alguien realmente está intentando comunicarse con ella.

## Reparto
- Intira Jaroenpura	 ...	Por
- Prangthong Changdham	 ...	Mai
- Krunphol Tiansuwan	 ...	Patt
- Aranya Namwong	 ...	Dr. Rudee
- Woravit Kaewphet	 ...	Ajarn